# Mini-Martes

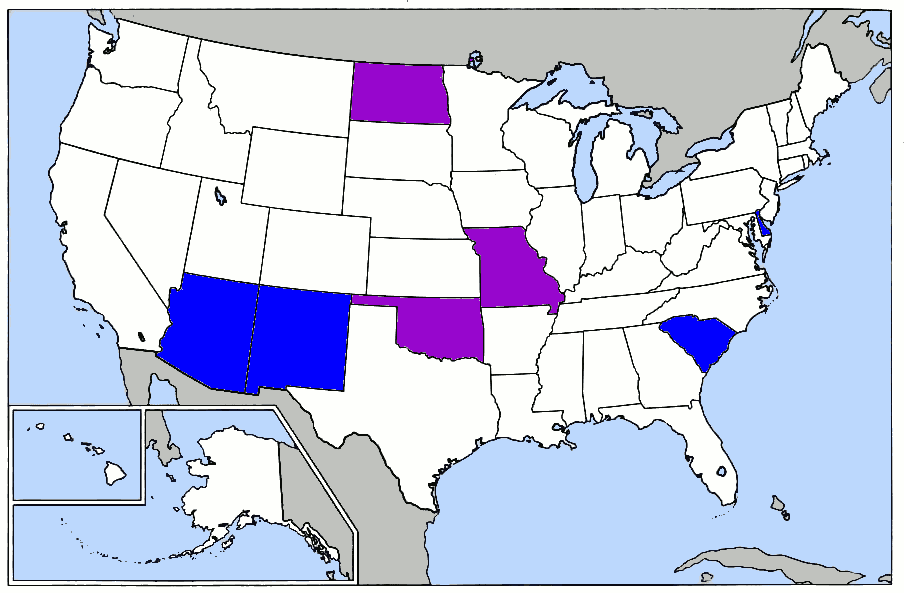
Siete estados tuvieron asambleas o elecciones de primarias en el Mini-Martes del 2004. El azul es solo para las primarias del partido demócrata (4) y el púrpura representa a los estados con elecciones de ambos partidos (3).

El Mini-Martes es el nombre dado para las Primarias presidenciales de Estados Unidos del 3 de febrero de 2004 donde varios estados, en la cual hasta ese punto habían participado en el "Super Martes," hicieron sus votos para la nominación de las elecciones presidenciales del 2004.  El Mini-Martes también fue llamado como Super Martes I (con el Super Martes de marzo llamado Super Martes II, en referencia en el orden cronológico respectivo).  Con un gran número de estados moviendo sus fechas de elecciones para el Mini-Martes para el ciclo de las elecciones de 2008, varios expertos de todo tipo han eludido en gran medida la utilización del término de nuevo, en lugar decidieron elegir el término apropiado "Super Martes" para representar mejor a las primarias celebradas en la fecha aproximada.[cita requerida] La fecha también conocida como "Super Duper Martes," "Giga Martes," y "Tsunami Martes," entre otros, con el término de "Mini Martes" siendo cada vez más menos popular y ser menos usado.
En el 2004, las elecciones de Primarias presidenciales de Estados Unidos ocurrieron en Misuri, Carolina del Sur, Arizona, Oklahoma y Delaware.  Las asambleas presidenciales fueron celebradas en  Nuevo México y Dakota del Norte.  Las primarias y asambleas demócratas fueron entre el retirado general Wesley Clark de Arkansas, ex gobernador Howard Dean de Vermont, Senador John Edwards de Carolina del Norte, Senador John Kerry de Massachusetts, congresista Dennis Kucinich de Ohio, Senador Joseph Liebermande Connecticut, y el reverendo Al Sharpton de Nueva York.

## Resultados del 2004

### Misuri
Kerry ganó los estados más grandes y al asegurarse el 51% del voto en Misuri. Edwards quedó con 25%. El resto de los candidatos quedaron con un solo dígito.
Resultados demócratas:
| Candidato        | Votos   | Porcentajes | Delegados |
| ---------------- | ------- | ----------- | --------- |
| John Kerry       | 211,737 | 50.6%       | 48        |
| John Edwards     | 103,188 | 24.7%       | 26        |
| Howard Dean      | 36,305  | 8.7%        | 0         |
| Wesley Clark     | 18,328  | 4.4%        | 0         |
| Joseph Lieberman | 14,726  | 3.5%        | 0         |
| Al Sharpton      | 14,312  | 3.4%        | 0         |
| Richard Gephardt | 8,306   | 2.0%        | 0         |
| Dennis Kucinich  | 4,876   | 1.2%        | 0         |
| Indecisos        | 4,316   | 1.0%        | 0         |

Resultados republicanos
| Candidato      | Votos   | Porcentajes |
| -------------- | ------- | ----------- |
| George W. Bush | 117,007 | 95.1%       |
| Bill Wyatt     | 1,268   | 1.0%        |
| Blake Ashby    | 981     | 0.8%        |
| Indecisos      | 3,830   | 3.4%        |

Resultados liberales:
| Candidato     | Votos | Porcentajes |
| ------------- | ----- | ----------- |
| Gary Nolan    | 874   | 45.2%       |
| Rubén Pérez   | 164   | 8.5%        |
| Jeffrey Diket | 152   | 7.9%        |
| Indecisos     | 744   | 38.5%       |

Fuente: Departamento de Estado de Misuri

### Carolina del Sur
En una gran victoria, Edwards ganó su estado natal Carolina del Sur, ganando el 45% del voto a Kerry con 30%.
Resultados demócratas:
| Candidato           | Votos   | Porcentajes | Delegados |
| ------------------- | ------- | ----------- | --------- |
| John Edwards        | 126,320 | 45.0%       | 28        |
| John Kerry          | 84,872  | 30.2%       | 17        |
| Al Sharpton         | 26,946  | 9.6%        | 0         |
| Wesley Clark        | 20,189  | 7.2%        | 0         |
| Howard Dean         | 13,055  | 4.7%        | 0         |
| Joseph Lieberman    | 6,853   | 2.4%        | 0         |
| Dennis Kucinich     | 1,246   | 0.4%        | 0         |
| Richard Gephardt    | 604     | 0.2%        | 0         |
| Carol Moseley Braun | 569     | 0.2%        | 0         |

Resultados republicanos:
El 19 de enero de 2003, en la Convención Nacional Republicana anunció que el partido Republicano de Carolina del Sur había aprobado una resolución en la concesión  de George W. Bush con los 46 delegados de Carolina del Sur.
Fuente: The Green Papers

### Arizona
Kerry hizo una fuerte muestra en Arizona al ganar el apoyo del 43% de los votantes. Clark quedó n segundo lugar con el 27%. Arizona fue el único estado en donde Dean ganó delegados. Con su 14% obtenido del voto popular, el obtuvo solo un delegado. 
Resultados demócratas:
| Candidato           | Votes   | Porcentaje | Delegados |
| ------------------- | ------- | ---------- | --------- |
| John Kerry          | 101,809 | 42.5%      | 30        |
| Wesley Clark        | 63,256  | 26.7%      | 22        |
| Howard Dean         | 33,555  | 13.9%      | 3         |
| John Edwards        | 16,596  | 6.9%       | 0         |
| Joseph Lieberman    | 15,906  | 6.7%       | 0         |
| Dennis Kucinich     | 3,896   | 1.6%       | 0         |
| Al Sharpton         | 1,177   | 0.5%       | 0         |
| Richard Gephardt    | 755     | 0.3%       | 0         |
| Carol Moseley Braun | 325     | 0.1%       | 0         |
| Lyndon LaRouche     | 295     | 0.1%       | 0         |
| Dianne Barker       | 257     | 0.1%       | 0         |
| Bill Wyatt          | 233     | 0.1%       | 0         |

Resultados republicanos:
El 12 de marzo de 2003 - Un comité del senado en Arizona apoyó una resolución para ahorrar $3 millones para renunciar a la primaria del estado.  Convenciones de distritos y de condados fueron hechas en abril. 
Fuente: Departamento estatal de Arizona, The Green Papers

### Oklahoma
Oklahoma fue el estado más disputado del Mini-Martes 2004.  Clark necesitaba mantenerse en la contienda, mientras que Edwards quería también para que el pudiese retirarse con dos victorias.  Al final, ambos candidatos obtuvieron el 30% del voto, con Clark ganándole por poco a Edwards.  Kerry obtuvo el 27%.
Resultados demócratas:
| Candidato        | Votos  | Porcentajes | Delegados |
| ---------------- | ------ | ----------- | --------- |
| Wesley Clark     | 90,453 | 29.93%      | 15        |
| John Edwards     | 89,234 | 29.53%      | 13        |
| John Kerry       | 81,015 | 26.81%      | 12        |
| Joseph Lieberman | 19,678 | 6.51%       | 0         |
| Howard Dean      | 12,728 | 4.21%       | 0         |
| Al Sharpton      | 3,939  | 1.30%       | 0         |
| Dennis Kucinich  | 2,544  | 0.84%       | 0         |
| Richard Gephardt | 1,890  | 0.64%       | 0         |
| Lyndon LaRouche  | 688    | 0.23%       | 0         |

Resultados republicanos:
| Candidato      | Votos  | Porcentajes |
| -------------- | ------ | ----------- |
| George W. Bush | 59,562 | 89.99%      |
| Bill Wyatt     | 6,622  | 10.01%      |

Fuente: Departamento de Estado de Oklahoma

### Delaware
Lieberman quedó en segundo lugar en Delaware con 11% del voto.  Sin embargo, como esto fue insuficiente para ganar un delegados, se retiró de la contienda.  Kerry ganó el estado con 50% del voto y todos los trece delegados..
Resultados demócratas:
| Candidato        | Votos  | Porcentajes | Delegados |
| ---------------- | ------ | ----------- | --------- |
| John Kerry       | 16,787 | 50.4%       | 14        |
| Joseph Lieberman | 3,706  | 11.1%       | 0         |
| John Edwards     | 3,674  | 11.0%       | 0         |
| Howard Dean      | 3,462  | 10.4%       | 0         |
| Wesley Clark     | 3,165  | 9.5%        | 0         |
| Al Sharpton      | 1,888  | 5.7%        | 1         |
| Dennis Kucinich  | 344    | 1.0%        | 0         |
| Richard Gephardt | 187    | 0.6%        | 0         |
| Lyndon LaRouche  | 78     | 0.2%        | 0         |

Resultados republicanos
Reuniones regionales en abril fueron hechas para escoger a los delegados para una convención estatal a mediados de mayo.
Fuente: The Green Papers

### Asambleas
En ambos en Nuevo México y Dakota del Norte, kerry quedó en primer lugar por un gran margen y Clark quedó en segundo lugar y obtuvo un menor número de delegados. Adicionalmente logró obtener el 18% del voto de Nuevo México y ganando solo tres delegados.
Resultados demócratas:
Nuevo México
| Candidato             | Votos  | Porcentajes | Delegados |
| --------------------- | ------ | ----------- | --------- |
| John Kerry            | 43,553 | 42.6%       | 14        |
| Wesley Clark          | 20,883 | 20.4%       | 8         |
| Howard Dean           | 16,747 | 16.4%       | 4         |
| John Edwards          | 11,440 | 11.2%       | 0         |
| Dennis Kucinich       | 5,638  | 5.5%        | 0         |
| Joseph Lieberman      | 2,578  | 2.5%        | 0         |
| Richard Gephardt      | 653    | 0.6%        | 0         |
| Indecisos             | 479    | 0.5%        | 10        |
| votos en contra/otros | 176    | 0.2%        | 0         |
| Fern Penna            | 84     | 0.1%        | 0         |

Dakota del Norte
| Candidato        | Votos | Porcentaje | Delegados |
| ---------------- | ----- | ---------- | --------- |
| John Kerry       | 5,366 | 50.8%      | 9         |
| Wesley Clark     | 2,502 | 23.7%      | 5         |
| Howard Dean      | 1,231 | 11.7%      | 4         |
| John Edwards     | 1,025 | 9.7%       | 0         |
| Dennis Kucinich  | 308   | 2.9%       | 0         |
| Joseph Lieberman | 98    | 0.9%       | 0         |
| Al Sharpton      | 28    | 0.3%       | 0         |
| Indecisos        | -     | -          | 7         |

Resultados republicanos
George W. Bush ganó todos los 26 delegados de Dakota del Norte en la Convención Nacional Republicana en  las asambleas de preferencias republicanas.[cita requerida]